# Blang Ara Kmp.
Blang Ara Kmp. is een bestuurslaag in het regentschap Nagan Raya van de provincie Atjeh, Indonesië. Blang Ara Kmp. telt 355 inwoners (volkstelling 2010).